# 刘纪林
刘纪林（1949年—），湖北天门人，汉族，中华人民共和国政治人物、第十一届全国人民代表大会解放军代表。
毕业于中央党校政治学专业，是中共党员。担任海军政治部副主任。2008年起担任全国人大代表。